# Lindesche Villa

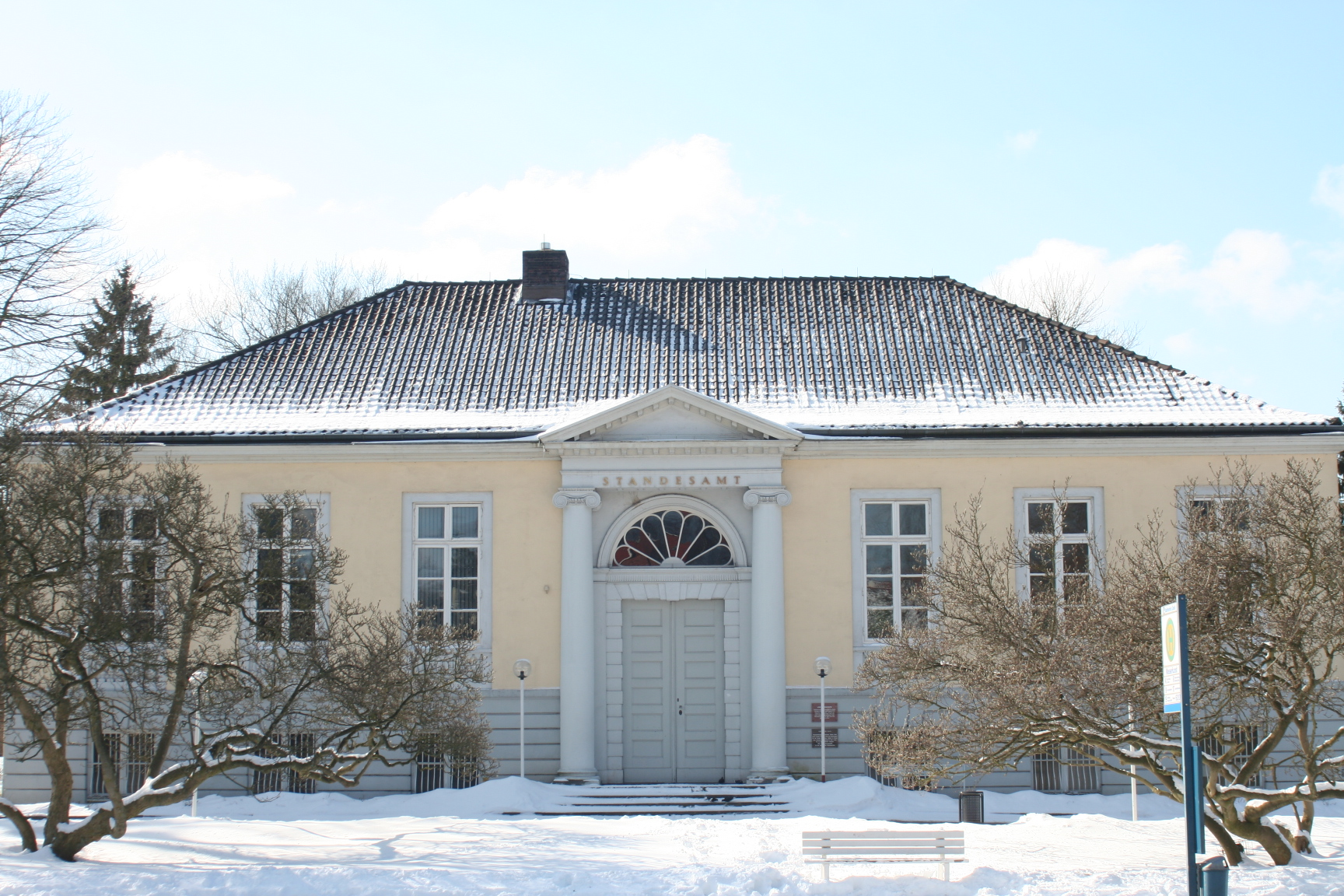
Lindesche Villa

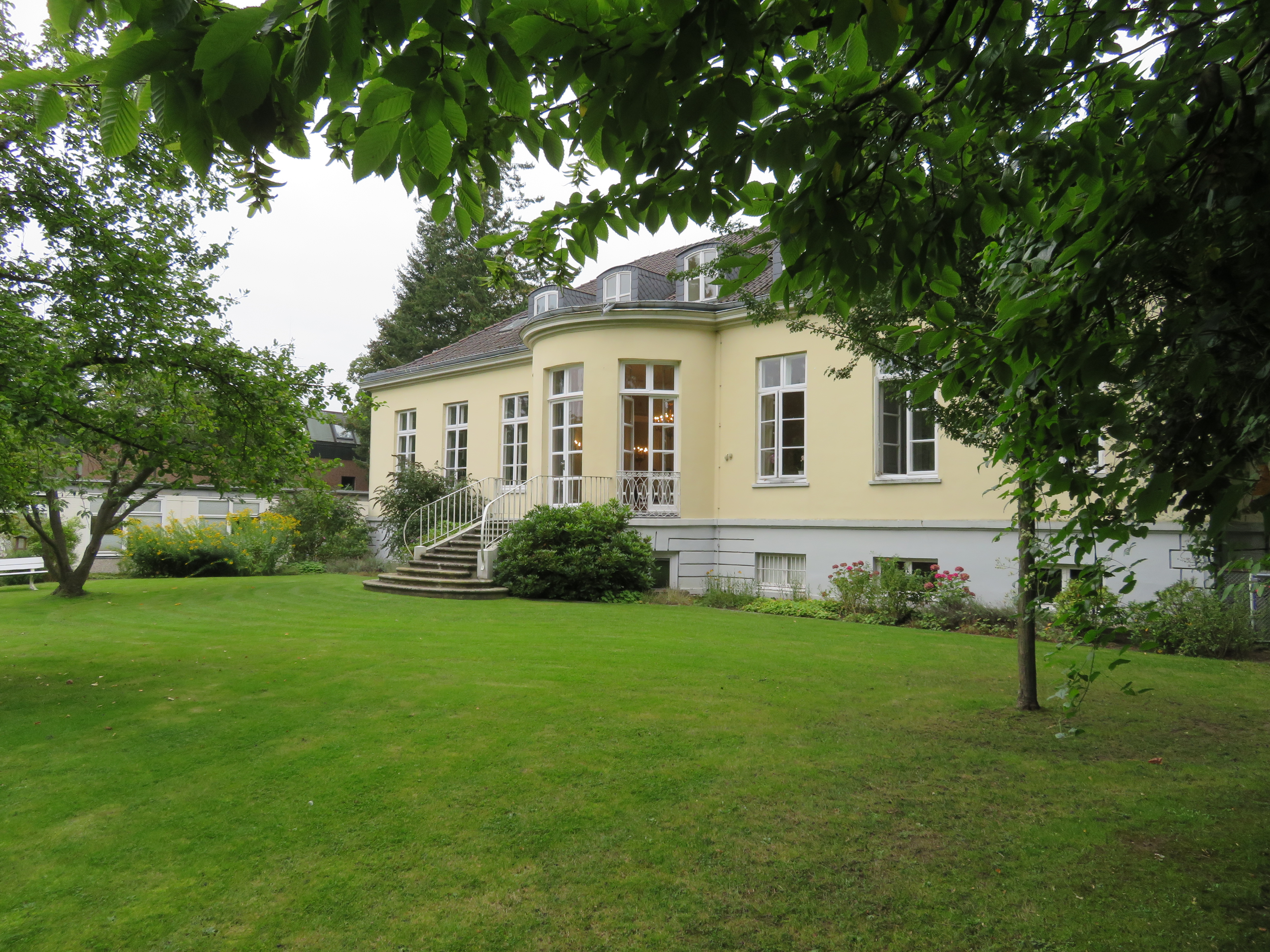
Lindesche Villa, Gartenseite (2021)

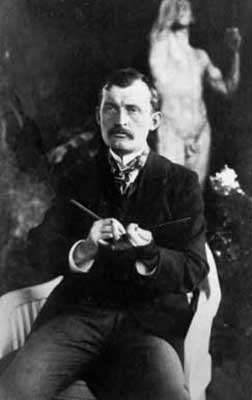
Edvard Munch im Lindeschen Garten, Lübeck 1902

Die Lindesche Villa ist ein unter Denkmalschutz stehendes klassizistisches Bauwerk an der Ratzeburger Allee der Lübecker Vorstadt St. Jürgen, die ihren Namen durch Max Linde erhielt und seit 1968 als Standesamt der Hansestadt Lübeck genutzt wird.

## Geschichte
Die Villa wurde 1804 von dem dänischen Architekten Joseph Christian Lillie für den Senator Hermann Haartmann als Sommerhaus entworfen. Um das Gebäude herum entstand ein Park. 1898 wurde es durch den Augenarzt Max Linde erworben, der darin eine bedeutende Kunstsammlung mit Werken von Edvard Munch, Auguste Rodin und Édouard Manet aufbaute. Munch und Linde waren befreundet. Zwischen 1902 und 1907 hielt sich Munch mehrfach auch in Lübeck auf und malte dabei unter anderem das Gruppenbild Die vier Söhne des Dr. Linde, das heute im Behnhaus hängt, und ein Bild der Villa, mit der Skulptur Der Denker, die damals im Garten der Villa stand. 
Wegen dieser Beziehung zu Lübeck ist auch die nebenliegende Seitenstraße nach Munch benannt. Linde verlor sein Vermögen und seine Sammlung, die weltweit zerstreut wurde, 1923 in der Inflation, wohnte aber bis zu seinem Tod 1940 im ersten Stock der Villa. 
Die Schleppgaube an der Vorderseite des Gebäudes und der erste Stock an der Gartenseite des Hauses wurden um 1960 wegen Baufälligkeit undokumentiert abgetragen.
1964 verkaufte die Erbengemeinschaft Dr. Max Linde die Villa an die Stadt Lübeck. 1967 übernahm die städtische Grundstücks-Gesellschaft Trave das Gebäude, sanierte und erweiterte es. 1968 zog das Standesamt ein. 2015 gab es Planungen für den Auszug des Standesamts und den Verkauf des Gebäudes. Der Mietvertrag der Stadt mit der Grundstücks-Gesellschaft Trave lief bis zum 31. Dezember 2017. Ende Mai 2017 wurde bekannt, dass die Stadt das Gebäude im Tausch gegen ein Baugrundstück erworben hat und die Villa als Standesamt erhalten bleibt.